# 奥塞斯
奥塞斯（法語：Ossès，法語發音：[ɔsɛs]）是法国大西洋比利牛斯省的一个市镇，位于该省西部，属于巴约讷区。

## 地理
奥塞斯（43°14'30"N, 1°17'5"W）面积42.38 平方千米，位于法国新阿基坦大区大西洋比利牛斯省，该省份为法国东南部省份，涵盖了贝阿恩与北巴斯克，西临大西洋比斯開灣，北至朗德省，东北接热尔省，东临上比利牛斯省，南与西班牙接壤。
与奥塞斯接壤的市镇（或旧市镇、城区）包括：阿斯卡拉特、比达赖、伊里萨里、伊斯普尔、雅克叙、马凯、圣马丹达罗萨、埃莱特、芒迪永德。
奥塞斯的时区为UTC+01:00、UTC+02:00（夏令时）。

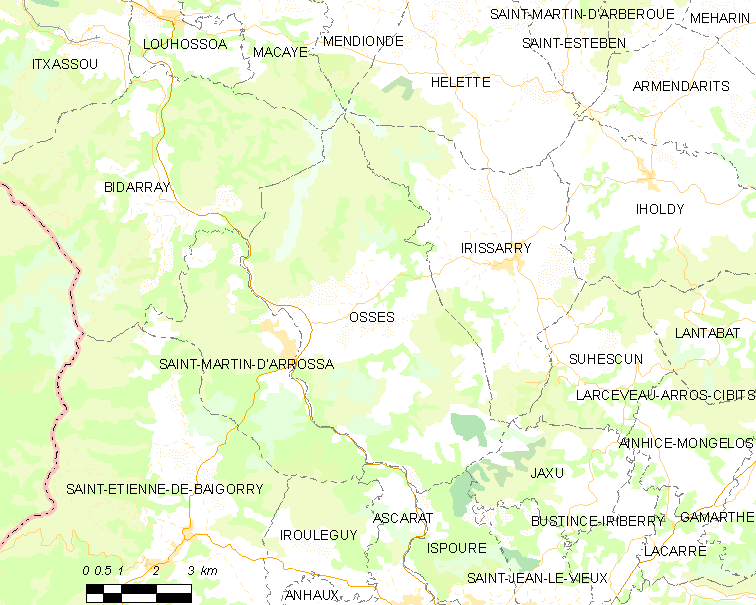
奥塞斯的OSM定位图

## 行政
奥塞斯的邮政编码为64780，INSEE市镇编码为64436。

## 政治
奥塞斯所属的省级选区为巴斯克山地县。

## 人口

1962-2008年间奥塞斯人口变化图示

奥塞斯于2022年1月1日时的人口数量为876人。